# Белый Кей
Белый Кей (африк. Wit-Keirivier, англ. White Kei River) — река в Южно-Африканской Республике. Длина — 145 км. Протекает по территории Восточно-Капской провинции.
Исток расположен на склоне горного хребта Стормберг. Принимает несколько притоков как справа, так и слева. К северо-востоку от города Каткарт сливается с рекой Чёрный Кей, образуя реку Большой Кей. В среднем течении создано водохранилище, имеющее существенное хозяйственное значение и, одновременно, оказывающее существенное влияние на экосистему реки.

## Название реки
Слово «кей», составляющее основу названия этой реки и фигурирующее в названиях ещё нескольких местных рек, по мнению специалистов, происходит из одного из южнокойсанских языков. При этом — в силу фонетической сложности этих языков и их диалектного многообразия — выдвигаются различные версии этимологии, связывающие его с койсанскими словами «вода», «песок» и «большой». Что касается прилагательного «белый», присутствующего в названиях реки как на языке африкаанс, так и на английском, то оно предположительно связано со светлым цветом песка и донных отложений — по крайней мере, в сравнении с теми, которые характерны для сливающегося с Белым Кеем Чёрного Кея.
При этом на языке коса, который является одним из 11 государственных языков ЮАР и родным для большинства населения Восточно-Капской провинции, эта река издавна называется Какаду. Это название не имеет отношение к семейству попугаевых, а означает «камышовая вода». В 2017 году в рамках кампании по искоренению наследия колониальной эпохи из южноафриканской топонимики это название получил небольшой городок Леди-Фреа, стоящий на берегах одного из притоков Белого Кея.

## Гидрография

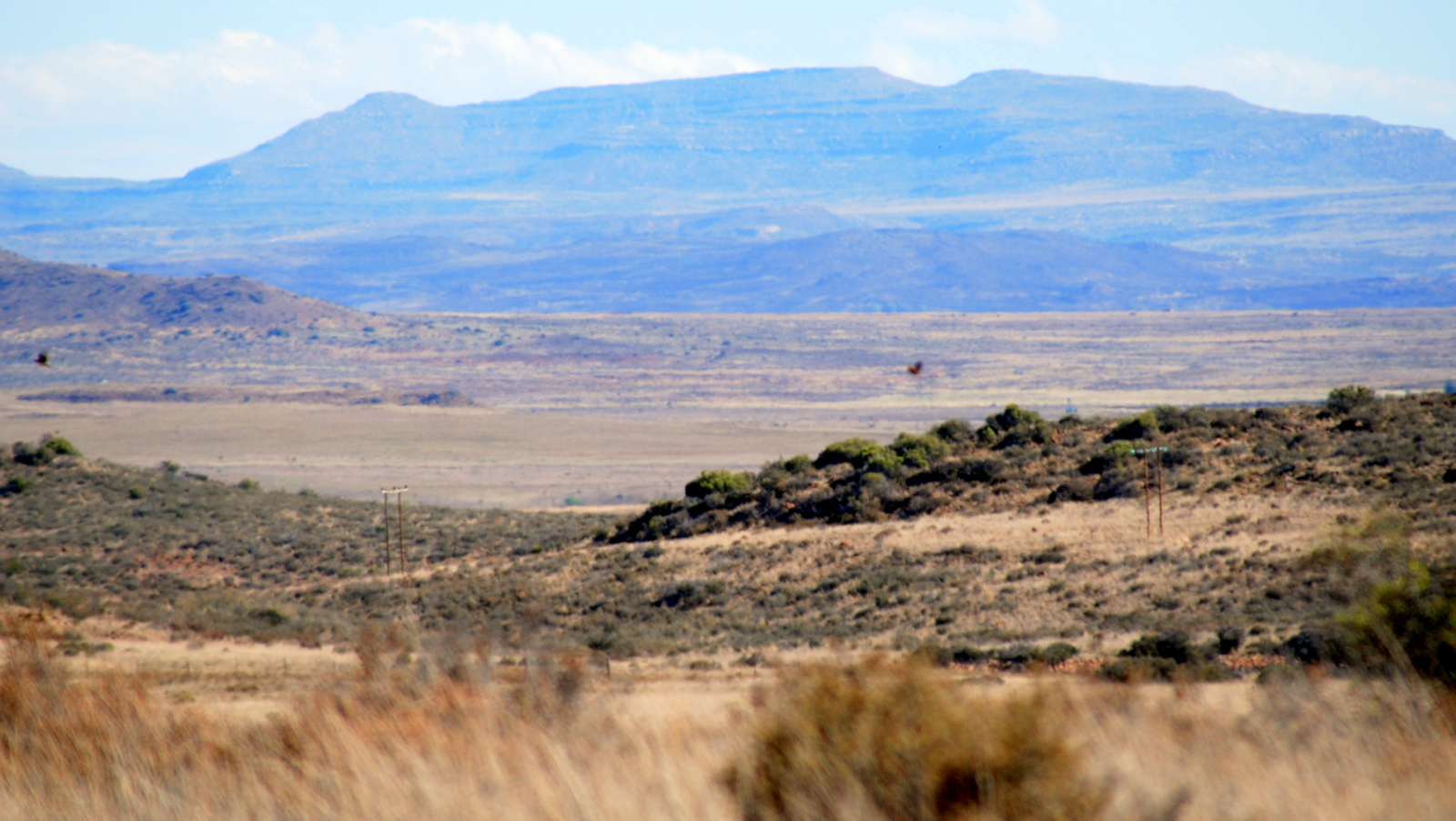
Горный хребет Стромберг — местоположение истока Белого Кея

Длина реки составляет 145 километров, она протекает в пределах района Крис-Хани Восточно-Капской провинции ЮАР. Её истоком является небольшой водоём, расположенный на юго-восточном склоне горного хребта Стормберг на высоте около 1500 метров над уровнем моря примерно в 10 км к западу от населённого пункта Стеркструм. В верхнем течении река носит название Хрутфлейспрейт (африк. Grootvleispruit) — до слияния с рекой Сидадва, которая впадает с левой (на том отрезке — южной стороны).
В верхнем течении Белый Кей извилист, узок, порожист, его глубины весьма неравномерны. На отдельных мелких отрезках река в жаркий сезон сильно пересыхает. В среднем течении русло заметно расширяется, однако остаётся извилистым — в соответствии с формой горных долин, по которым пролегает. Примерно на середине своего течения на высоте около 900 метров над уровнем моря река перегорожена дамбой, возведённой в 1972 году. В результате создано водохранилище руслового типа, носящее название Ксонкса — по наименованию ближайшего посёлка. Максимальный расчётный объём искусственного водоёма составляет 116 млн кубометров. По состоянию на июнь 2022 года он был заполнен примерно на 100 млн кубометров. Водохранилище систематически используется для водоснабжения и ирригационных нужд, многие местные хозяйства в соответствующие периоды критически зависят от подачи воды оттуда.
В нижнем течении Белый Кей ещё более расширяется — на отдельных участках ширина превышает 100 метров, однако его русло по-прежнему остаётся весьма извилистым, образует многочисленные излучины. В лесистой местности на высоте около 700 метров над уровнем моря примерно в 25 км к северо-востоку от небольшого городка Каткарт он сливается практически под прямым углом с протекающей южнее рекой Чёрный Кей, образуя реку Большой Кей, которая течёт далее на юго-восток к Индийскому океану.
Уровень воды в реке подвержен значительным сезонным колебаниям. Белый Кей принимает несколько притоков. Наиболее значительными среди правых, помимо вышеупомянутой реки Сидадва, являются Ксекетване и Укодала, среди правых — Тсембеви, Экакаду и Индве.

## Природные условия
Геологическое строение дна и берегов Белого Кея в верхнем течении достаточно разнообразно: присутствуют базальт, туф, брекчия, риолит. Ниже по течению, по мере снижения высот горного массива, геологическое строение меняется в пользу агрилитов и песчаников. В районах верховья преобладает растительность кустарникового типа, в среднем и нижнем течении местность в основном покрыта лесами. В районе водохранилища Ксонкса имеются достаточно обширные водно-болотные угодья. Сколь-либо значительных населённых пунктов на берегах не располагается.

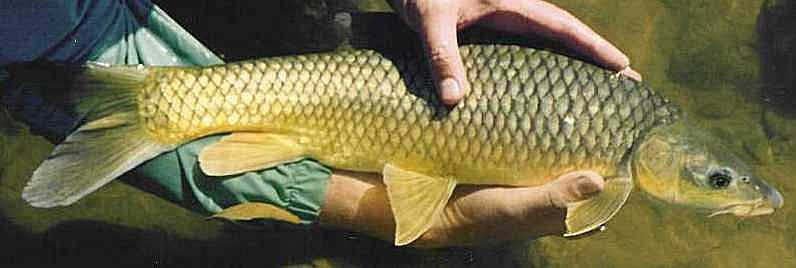
Малоротый желтохвост — основной вид ихтиофауны в среднем и нижнем течении Белого Кея

Экосистема реки неоднородна: она фактически распадается на две части — выше водохранилища Ксонкса и ниже его по течению. Экологическое состояние верхней части реки считается вполне благополучным: в малонаселённых горных районах антропогенное воздействие на состояние воды является минимальным. Иная ситуация складывается в нижнем течении, где вода загрязняется в результате жизнедеятельности и хозяйственной деятельности местного населения.
Растущее влияние на местную экосистему оказывает нелегальная добыча речного песка по берегам водохранилища Ксонкса, а также эрозия почвы в прилегающих водно-болотных угодьях, являющаяся результатом излишне интенсивного выпаса крупного рогатого скота.
Кроме того, специалисты отмечают существенное негативное влияние самой плотины Ксонкса на экосистему реки. Это гидротехническое сооружение очень существенно затрудняет перемещение ихтиофауны, характерной для верхнего течения Белого Кея, в нижнюю часть реки — несмотря на то, что для этих целей была сооружена специальная обводная протока. Это касается, в частности, Enteromius anoplus — будучи основным видом рыбы в верховьях, он не встречается ниже плотины. В целом, животный мир низовья реки многократно беднее. Непосредственно после плотины фактически единственным стабильно присутствующим там видом рыбы является малоротый желтохвост. Ниже по течению встречается африканский клариевый сом, заходящий из притоков, однако доминирующим видом и там остается малоротый желтохвост.